# Eleonora Vardanian

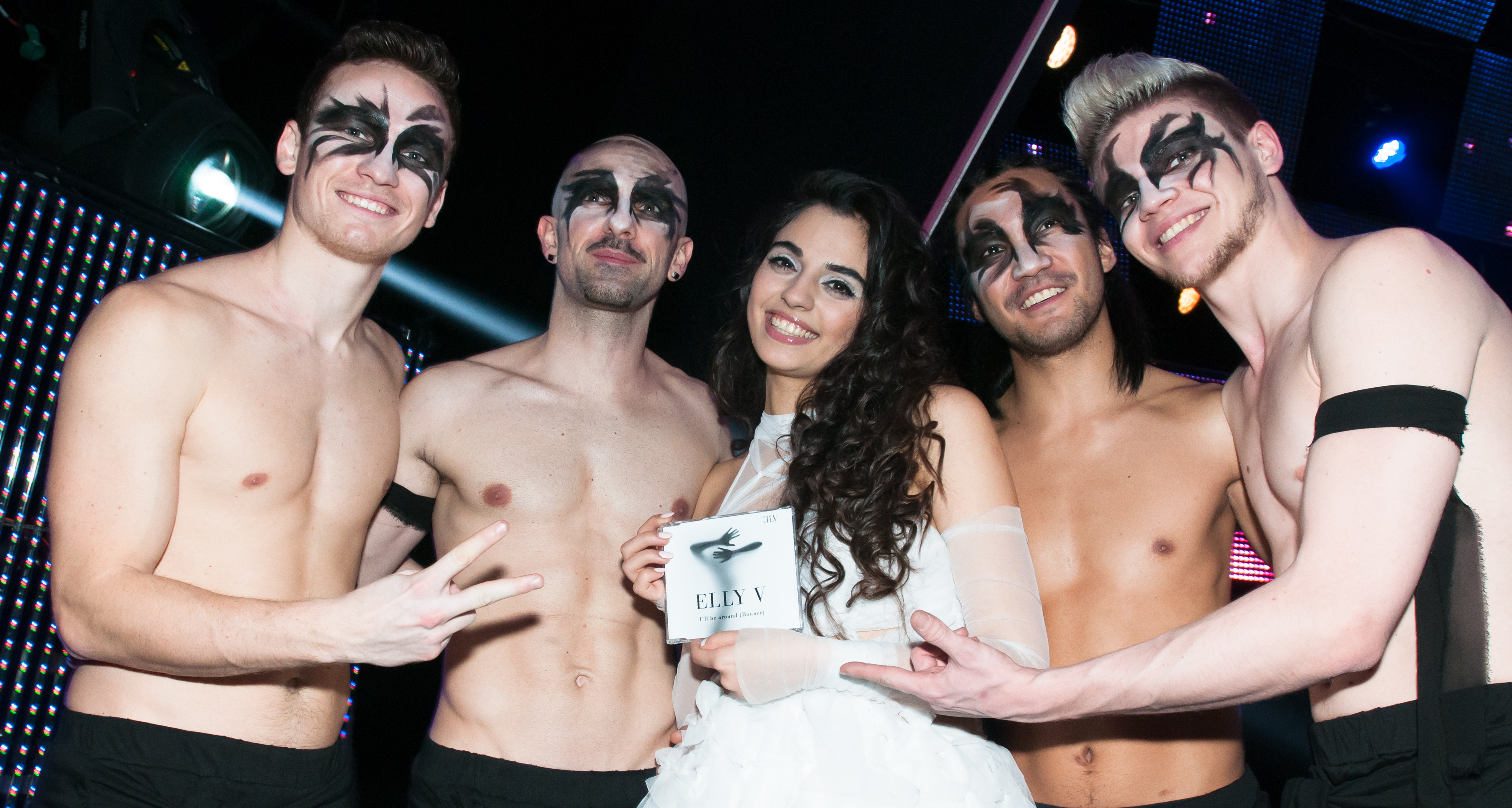
Elly V beim ESC Vorentscheid 2016

Eleonora Vardanian (* 1998 in Armenien), auch bekannt als Elly V und Elly Nora, ist eine armenisch-österreichische Sängerin.

## Leben
Eleonora Vardanian kam im Alter von neun Monaten mit ihren Eltern von Armenien nach Österreich. Sie lebt seit dem Jahr 2000 mit ihrer Familie in Großau (Gemeinde Bad Vöslau) und besuchte das Gymnasium in Bad Vöslau/Gainfarn. Sie ist Schülerin der Musikschule Bad Vöslau, lernte ab 2004 Klavier und seit 2011 Gesang bei Isabella Maierhofer. In den Jahren 2012 und 2014 wurde sie Landespreisträgerin beim Wettbewerb Prima la musica, im Jahr 2014 errang sie  einen 1. Preis beim Bundeswettbewerb. 2013 gewann sie als jüngste Teilnehmerin unter 380 Sängern den österreichischen Gesangswettbewerb The Voice. 2015 war sie Kandidatin bei The Voice of Germany und schied kurz vor den finalen Livesendungen aus.
Am 12. Februar 2016 nahm sie mit dem Lied I’ll Be Around  an der österreichischen Vorentscheidung zum Eurovision Song Contest 2016 teil, erreichte die Finalrunde und wurde nach Zoë Straub Zweite.
Beim Eurovision Song Contest 2017 war sie Mitglied der fünfköpfigen österreichischen Fachjury.
Sie spricht fünf Sprachen, drei davon fließend.